# Oleguer
Oleguer Presas i Renom (Sabadell, 2 de fevereiro de 1980)  é um ex-futebolista catalão que atuava como zagueiro e lateral-direito.
Tornou-se símbolo atual no clube mais pelo seu nacionalismo catalão (que o faz recusar a Seleção Espanhola) do que propriamente pela qualidade de seu futebol, por vezes contestado.

## Carreira

### Início da Carreira
Após passagens por Gramenet e Barcelona B, ganhou a UEFA Champions League, dois Campeonatos Espanhois, duas Supercopas da Espanha e duas Copas Catalunyas pelo Barcelona.
Ajax
Após 5 temporadas pela equipe principal do Barcelona, se transferiu em 2008 para o Ajax, onde ganhou um Campeonato Holandês e uma Copa da Holanda.
Seleção da Catalunha
Como nunca jogou pela Seleção Espanhola por opção, na Seleção da Catalunha jogou apenas 6 jogos e não marcou nenhum gol.
Fim da Carreira
Se aposentou em 2011 após três temporadas no Ajax, 36 jogos e 2 gols marcados.

## Títulos
Barcelona
- 2003-04: Copa Catalunya,
- 2004-05: Copa Catalunya,
- 2004-05: Campeonato Espanhol
- 2005: Supercopa da Espanha
- 2005-06: Campeonato Espanhol
- 2005-06: Liga dos Campeões da UEFA
- 2006: Supercopa da Espanha

AFC Ajax
- 2011: Campeonato Neerlandês
- 2010: Copa dos Países Baixos

## Ligações Externas
- Perfil em Goal.com (em castelhano)
- Perfil em Soccerway (em português)
- Filgoal (em inglês)
- Bet365 (em português)